# Pullichroma pullicosta
Pullichroma pullicosta là một loài bướm đêm trong họ Geometridae. Chúng là loài duy nhất trong chi Pullichroma, thường xuất hiện ở Brunei, Indonesia (Sulawesi, Sumatra) và Philippines.